# Florence Monier
Florence Monier (25 december 1972) is een Belgisch politica voor de PS.

## Biografie
Monier volgde hoger onderwijs aan de Université de Mons-Hainaut en werd beroepshalve ambtenaar.
Ook ging ze aan de slag op de politieke kabinetten van verschillende politici van PS-signatuur. Van 2004 tot 2009 was Monier kabinetssecretaris van Didier Donfut, tot 2007 federaal staatssecretaris voor Europese Zaken en daarna Waals minister van Gezondheid, Sociale Actie en Gelijke Kansen. Daarna was ze van 2009 tot 2016 raadgever van de Waalse ministers-presidenten Rudy Demotte (2009-2014) en Paul Magnette (2014-2016). In 2016 maakte ze de overstap naar het provinciale niveau en werd ze raadgever op het secretariaat van de Henegouwse gedeputeerden Annie Taulet (2016-2018) en Fabienne Capot (2018-heden).
Voor de PS was Monier van 2000 tot 2006 OCMW-raadslid in Saint-Ghislain en in oktober 2006 werd ze verkozen tot gemeenteraadslid. Van 2006 tot 2018 was ze schepen en sinds 2018 is ze eerste schepen. Bij de gemeenteraadsverkiezingen van oktober 2024 werd ze lijsttrekker van de plaatselijke PS-lijst en dus kandidaat-burgemeester.
Monier bekleedde bij de Waalse verkiezingen van 9 juni 2024 de tweede plaats op de kieslijst van haar partij in de kieskring Bergen. Ze werd verkozen, maar besloot niet in het Waals Parlement en het Parlement van de Franse Gemeenschap te zetelen om zich toe te leggen op de lokale politiek.